# Hiroyasu Ibata
Hiroyasu Ibata (japanisch 井幡 博康 Ibata Hiroyasu; * 25. Juni 1974 in Hokkaido) ist ein ehemaliger japanischer Fußballspieler und heutiger Fußballtrainer.

## Karriere

### Spieler
Ibata erlernte das Fußballspielen in der Schulmannschaft der Muroran Otani High School. Seinen ersten Vertrag unterschrieb er 1994 bei den Nagoya Grampus Eight. Der Verein spielte in der höchsten Liga des Landes, der J1 League. 1996 wechselte er zum Zweitligisten Honda FC. Für den Verein absolvierte er 42 Spiele. 2000 wechselte er zum Erstligisten JEF United Ichihara. Für den Verein absolvierte er 20 Erstligaspiele. Ende 2001 beendete er seine Karriere als Fußballspieler.

### Trainer
Von 2008 bis 2012 war Ibata Co-Trainer der Mannschaft des Tokoha Univ. Hamamatsu Campus. 2013 übernahm er für ein Jahr die Jugendmannschaften des Viertligisten Zweigen Kanazawa. Der Honda FC verpflichtete ihn 2014 als Cheftrainer. Mit dem Verein aus Hamamatsu trat er in der vierten Liga an. 2014, 2016, 2017, 2018 und 2019 wurde er mit Honda Meister der vierten Liga. Nach sieben Spielzeiten wechselte er im August 2021 zum Ligakonkurrenten FC Maruyasu Okazaki.

## Erfolge

### Spieler
Nagoya Grampus Eight
- Japanischer Vizemeister: 1996
- Japanischer Pokalsieger: 1995

### Trainer
Honda FC
- Japanischer Viertligameister: 2014, 2016, 2017, 2018, 2019